# 二十歳未満ノ者ノ喫煙ノ禁止ニ関スル法律
二十歳未満ノ者ノ喫煙ノ禁止ニ関スル法律（はたちみまんのもののきつえんのきんしにかんするほうりつ）は、20歳未満の者の喫煙の禁止に関する日本の法律である。
2022年（令和4年）4月1日の民法改正施行（成年年齢の18歳への引き下げ）により題名を「未成年者喫煙禁止法」から改正され、対象も第3条を除き全て「満二十年ニ至ラザル者」から「二十歳未満ノ者」に改正された。年齢のとなえ方に関する法律により満年齢が適用され、実質的範囲は従来のままである。
法令番号は明治33年法律第33号、1900年（明治33年）3月7日に公布、同年4月1日施行。主務官庁は警察庁生活安全局人身安全・少年課である。なお1947年（昭和22年）12月31日以前は、内務省警保局防犯課が担当していた。
本項目では全て満年齢で記述する。

## 来歴
1899年（明治32年）12月、東京禁酒会（現・一般財団法人日本禁酒同盟）副会長で帝國議会衆議院議員の根本正ほか4名が「幼者喫煙禁止法案」を衆院に提出した。法案は4つの条文と附則からなっており、第1条は「十八歳未満ノ幼者ハ煙草ヲ喫スルコトヲ得ス」と規定していた。
委員会審議を経て、本法制定の6年前、1896年（明治29年）に既に制定されていた民法において「二十歳」（皇位継承順位第1位の男系男子皇族に限り18歳）と定められていた成年の基準に合わせる形で修正が行われ、「十八歳未満ノ幼者」が「未成年者」（提出・制定当時は20歳未満）と改められ、法案の名称も「未成年者喫煙禁止法」となり、1900年（明治33年）2月の第14通常帝國議会で貴衆両院の協賛を獲得。明治天皇の裁可により公布・制定された。
1947年（昭和22年）5月3日の日本国憲法（昭和憲法）施行に合わせた民法改正に伴い、第1条の「未成年者」が「満二十年ニ至ラザル者」と改められた。その後は長らく改正がなかったが、未成年者の喫煙は飲酒と並んで青少年の非行の温床になるという懸念などを背景に、取締りを強化するため、未成年者飲酒禁止法（現: 二十歳未満ノ者ノ飲酒ノ禁止ニ関スル法律）と共に、2000年（平成12年）、2001年（平成13年）に相次いで改正された。
2000年（平成12年）に制定された「未成年者喫煙禁止法及び未成年者飲酒禁止法の一部を改正する法律」（平成12年法律第134号） では、罰金の最高額が50万円に引き上げられ、対象が販売行為者のみから、経営者・経営法人・役員・従業員などへと拡大され、さらに、販売者は20歳未満の者の喫煙の防止に資するために、年齢の確認その他必要な措置を講じるものとなった。

## 内容
この法律は、20歳未満の者の喫煙を禁止し（1条）、親権者やその他の監督者、たばこを販売した者に罰則を科すことを定めている。
第1条
20歳未満の者の喫煙を禁止している。
第2条
20歳未満の者が第1項に違反した場合、喫煙のために所持するたばこおよびその器具について、行政処分としての没収が行われる。
第3条
未成年者の喫煙を知りつつも制止しなかった親権者やその代わりの監督者は、科料に処せられる。
第4条
たばこ又は器具の販売者は20歳未満の者の喫煙の防止に資するために年齢の確認その他必要な措置を講ずるものとする。努力義務規定である。
第5条
20歳未満の者が自ら喫煙することを知りながらたばこや器具を販売した者は、50万円以下の罰金に処せられる。
第6条
法人の代表者や営業者の代理人、使用人その他の従業者が、法人ないし営業者の業務に関して前条（第5条）の違反行為をした場合には、行為者とともに法人ないし営業者を前条と同様に罰する（両罰規定）。

## 罰則
本法は、20歳未満の者の喫煙を禁止し、20歳未満の者自身の喫煙目的でのたばこや喫煙具の販売・供与を禁止しているだけであり、20歳未満の者がたばこや喫煙具を所有・所持することは禁止していない。違反行為をした本人を処罰する規定が無いので、本人に対して、刑事処分または少年法による刑事処分相当処分がなされることはない。ただし、未成年者が保護者の制止を無視して喫煙を繰り返すなどの場合、少年法第3条第1項第3号イの「保護者の正当な監督に服しない性癖のあること。」に該当し、家庭裁判所の審判により保護処分も可能である。
未成年者の喫煙を知りつつそれを制止しなかった親権者やその他の監督者は、科料に処せられる。
20歳未満の者の喫煙を知りつつ、たばこ又は器具を販売・供与した営業者とその関係人、法人は、50万円以下の罰金に処せられる。
2022年（令和4年）4月1日の民法改正施行により、親権等に服する未成年者は原則として18歳未満となったが、本法は20歳未満の喫煙を禁止する法律として適用される。

### 没収
第2条の行政処分としての没収については、単に20歳未満の者が喫煙をした事実だけを以て没収する事は、以下の理由から困難と推定される。
- 「行政の処分を以て」と規定されている事から、刑罰の付加刑たる没収には当たらないこと
- そもそも20歳未満の者が喫煙をしただけでは第1条への違反にとどまり、刑罰法令が適用され、またはこれに触れる行為ではないこと
- 刑事訴訟法の捜査は、原則として刑罰法令の適用を端緒とせねばならないこと（刑訴法第1条。他の犯罪に併せての捜査は可能：後述）、さらに刑事捜査が無ければ、刑罰を執行するための公訴提起や裁判も単独では行われ得ず、さらに没収は刑罰の付加刑としてしか執行できないこと（刑法第19条）
- 第2条が行政刑罰としての刑罰、または行政上の秩序罰であるとしても、没収しようとする場合の手続き規定がないこと
- 没収の対象となる物件の多くは犯罪組成物等であるか、所持等が厳しく規制されており保安上の必要性があるのに対し、たばこ類は一般的には所持等が禁止されているわけでもないこと
- 少年法を適用するとして、同法の適用年齢である少年に対しても、家庭裁判所による同法の「没取」は、刑罰法令に触れる関する物のみ可能であること

なお、関税法第69条の11第2項に「輸入してはならない貨物」（麻薬等に限る）について輸入されようとするものを没収して廃棄することができる規定があることから、行政刑罰としての刑罰、または行政上の秩序罰としては過料しか認められないとして無効又は実効性が無いということはできない。
なお、本法第3条違反がある場合、その罰則は科料であり、刑法20条により特別な規定がない限り没収できないとされているため、できない。第2条は行政処分としての没収を定めており、刑罰としての没収の特別規定とは考えられないためである。
本法第5条または第6条の罰則が適用される場合には、論理的には付加刑としての没収は可能である（刑法19条）。ただし、第5条または第6条は販売・供与に対する罰則であり、販売により所有権が移転するため、刑法19条の要件である「犯人以外の者に属しない物」に該当しないことになる。この場合、購入した20歳未満の者の取得が「犯罪の後にその者が情を知って取得したもの」と解する場合は可能である。
また、18歳未満の少年については、虞犯少年として保護処分に付することは可能であり、また、20歳未満の者自身による任意提出や廃棄を妨げるものではない。例として、喫煙した未成年者の保護者等を呼び出して未成年者に指導させ、保護者等が非協力的な場合にその保護者等を検挙することも可能である。

## 業界の対応
飲酒と同様、20歳未満の者の喫煙は後を絶たず、喫煙防止対策は不十分であるとされてきた。特に1970年代から1980年代初頭にかけては夕方や夜にたばこのコマーシャルが放送されたり、若手男性アイドルをコマーシャルに起用していたため「アイドルがたばこの広告に出るのは青少年の教育上問題がある」として国会（参議院予算委員会）で議論されたこともある。業界も1985年、未成年が視聴する時間帯のテレビコマーシャルや未成年が購入する雑誌、未成年に人気がある有名人やアイドルをコマーシャルに起用しないよう自主規制を行う。その後自主規制は拡大し1998年にはテレビ、ラジオ、インターネット上でたばこ銘柄のコマーシャルを自主規制するなどの対応、対策を行ってきた。
マンガ業界では1985年、週刊少年ジャンプに連載されていた『こちら葛飾区亀有公園前派出所』で、作者の秋本治が読者（特に中高生）に向けてたばこをやめるよう呼びかけた。主人公の両津勘吉を禁煙させて、以後連載終了まで、作中にたばこを吸うシーンを出さなかった。
本法では、販売業者が20歳未満の者への販売を避けるために年齢確認を行おうとしても、その法的根拠がなかったため、2000年（平成12年）の法改正により4条が新設。購入者に対する年齢確認等の未成年者喫煙防止対策が明文で規定され、また、taspoの登場により、自動販売機において年齢確認をより円滑に行えるようになった。
日本における20歳未満の者の喫煙防止対策要請の高まりから、業界団体では、1996年（平成8年）4月より自主規制として、23時から5時までの自動販売機での販売を停止する対策を行ってきた。なお、2008年（平成20年）8月より、taspoによる自動販売機での年齢認証が日本全国に導入されたことから、販売時間の自主規制が煙草屋の判断によって撤廃可能となり、taspo搭載のたばこ自動販売機での24時間販売が再開されている。
厚生労働省、財務省、警察庁などの関係各省庁はそれぞれ、年齢確認以外にも、20歳未満の者の喫煙防止のための措置（ポスター・ポップの掲示、年齢確認機能付きの新型自動販売機「成人識別自動販売機」の設置など）を行うことなどを、コンビニエンスストア、百貨店、スーパーマーケットなどの業界団体に指導している。これを受けて、それぞれの業界団体は20歳未満の者の喫煙防止の各種キャンペーンを行っている。

## 法律の不備・不足の指摘
本法は、法律自体の不備・不足として、日本学術会議から次のような指摘を受けている。
- 第2条について、法律に違反した20歳未満の者が所持するたばこ及びその器具を没収する手続きに関する法令の整備が必要であること（現状では、現認した警察官によるたばこやライター等の任意提出のみが行われている）。二十歳未満ノ者ノ飲酒ノ禁止ニ関スル法律でも同様の問題がある。
- 第3条について、未成年者の喫煙を知りつつ制止しなかった親権者等は科料に処せられるが、同様に監督者としての学校の責任について、法令の整備が必要であること。
- また、法令を執行する上での通達等に関しても、文部科学省学習指導要領に基づく喫煙防止教育を徹底させる必要があること。具体的には、小学校低学年から受動喫煙、三次喫煙を含むたばこによる健康障害とその予防に関する教育を行うよう要領に定めることなどが掲げられている。

## その他
コンビニエンスストアのPOSレジに設けられたタッチパネル式年齢確認システムで「20歳以上」と答えた少年に対し、店員がたばこを販売した件について、2014年（平成26年）10月に、丸亀簡易裁判所が本法違反で店員に罰金10万円の判決を言い渡したが、同様に起訴されていた店については「システムを導入していた」として無罪とした。その後、2015年（平成27年）9月15日に高松高等裁判所が、被告の店員に対し逆転無罪の判決を言い渡したが、年齢確認を巡るトラブルの多発も背景にある。

## 法令外の処分
本法の範囲外であるが、児童生徒、学生、被用労働者、契約芸能人等である20歳未満の者が喫煙をした場合には、それぞれ所属する学校、企業、事務所などから停退学、処分や解雇、謹慎や契約解除などの厳しい処置が行われる場合もある。法的には学校の教育指導処分権、あるいは自由契約に基づいており、そのような処置は合法とされる。